# Johnny Briceño
Juan Antonio Briceño (conosciuto con il nome di Johnny Briceño; Orange Walk Town, 17 luglio 1960) è un politico beliziano, Primo ministro del Belize dal 12 novembre 2020.